# Der Globusfreund

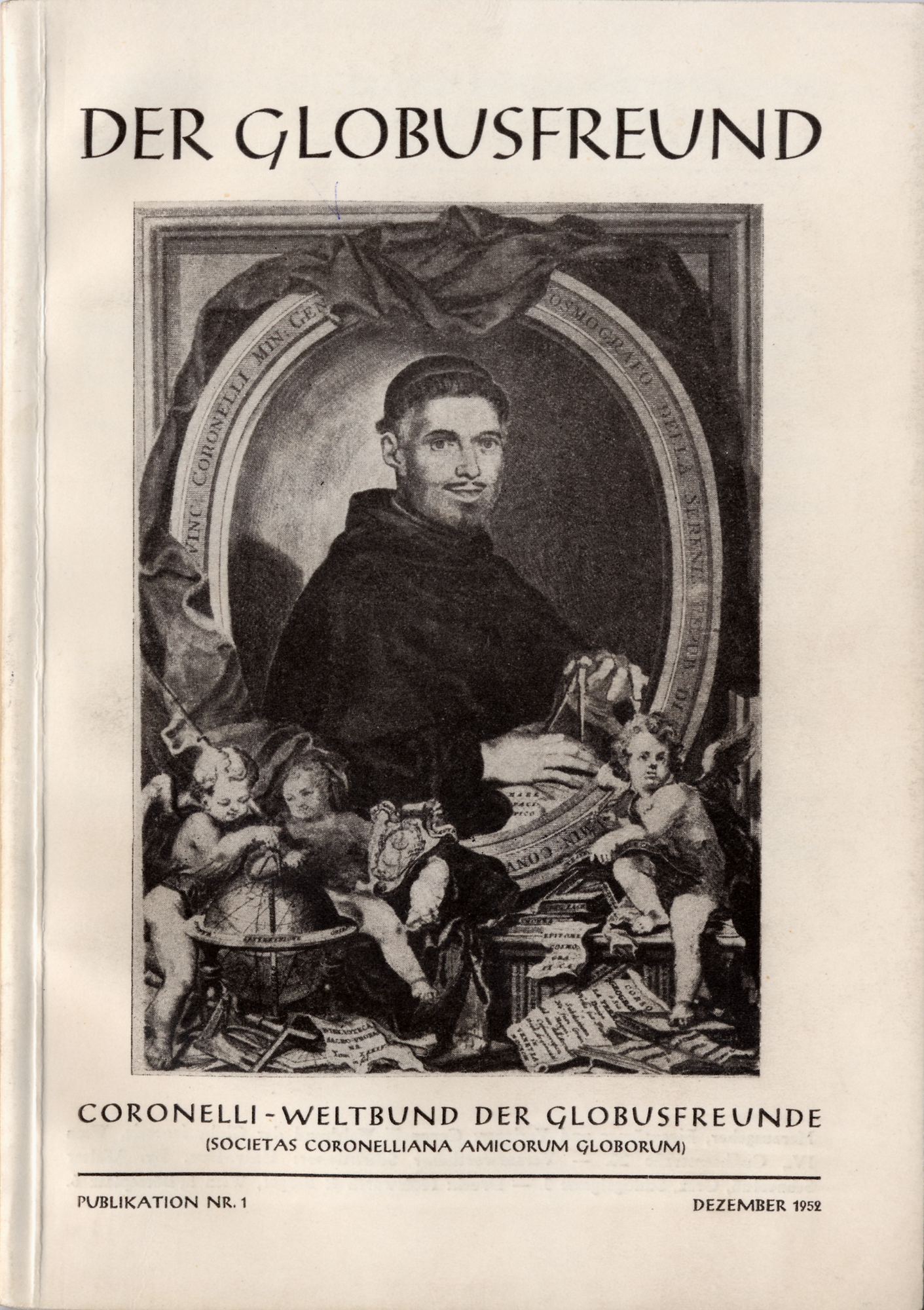
Titelblatt von Band 1 (Dezember 1952) mit einem Porträt Vincenzo Coronellis

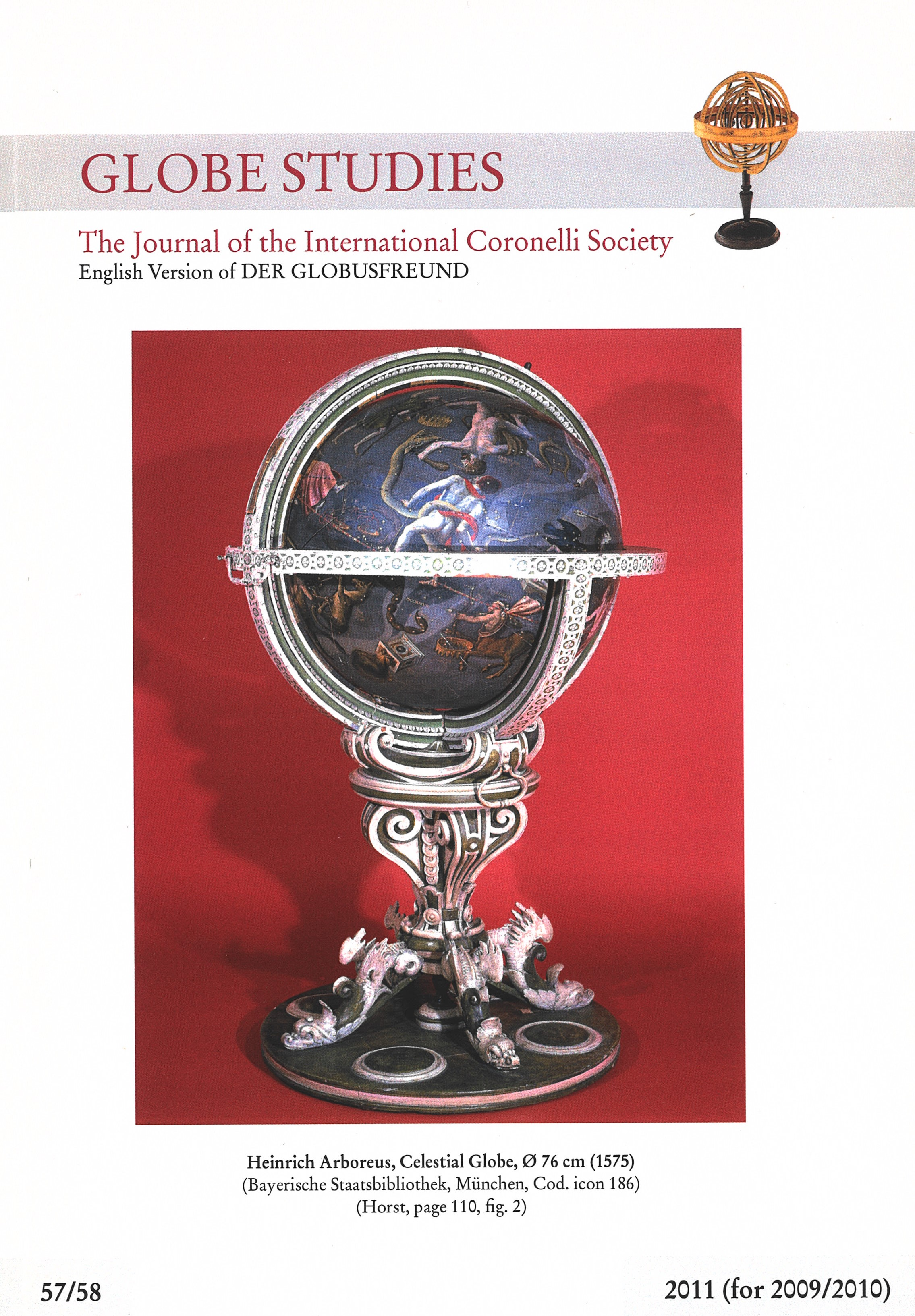
Titelblatt der englischen Version von Band 57/58 (2011)

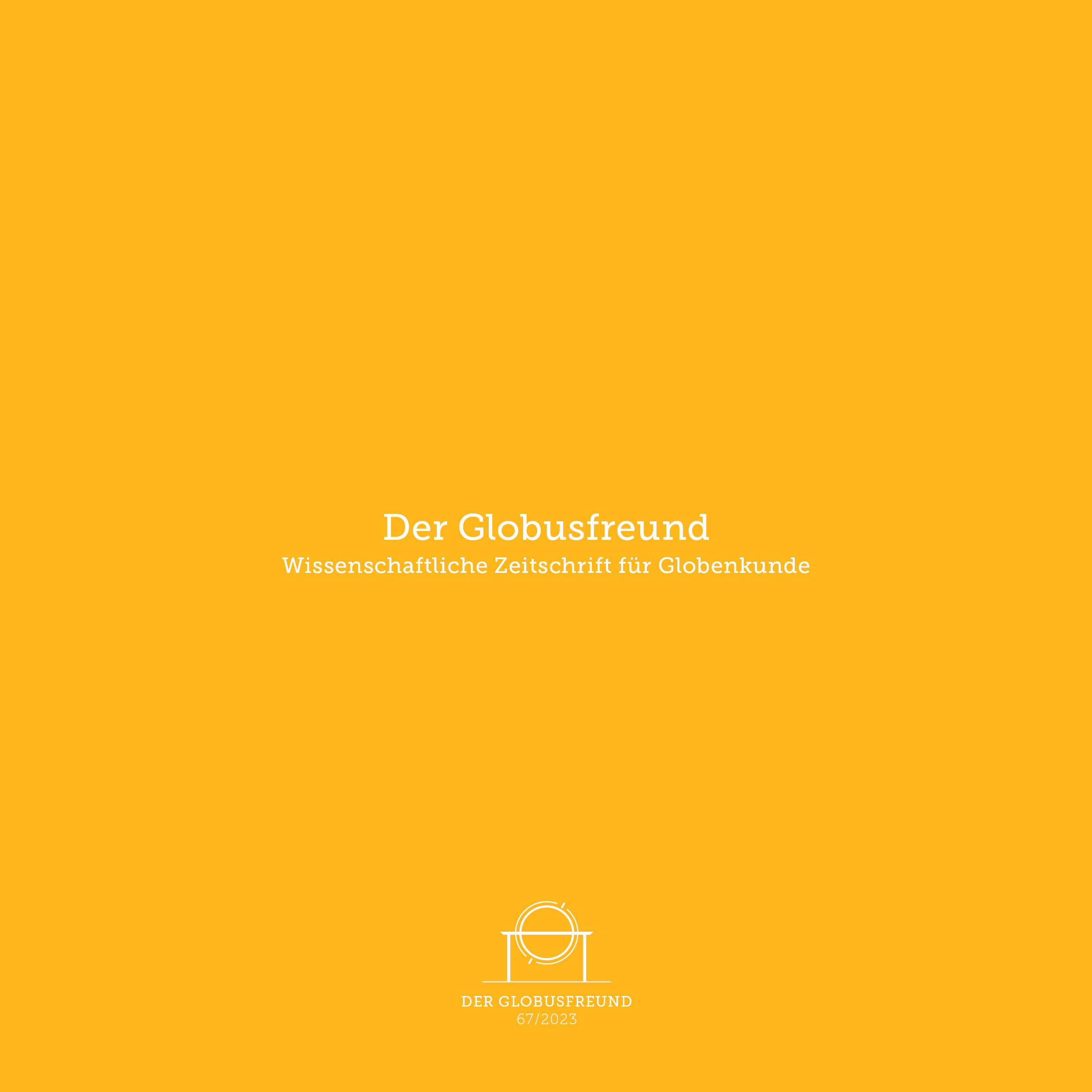
Cover von Heft 67/2023

Der Globusfreund. Wissenschaftliche Zeitschrift für Globenkunde ist eine führende akademische Zeitschrift, in der seit 1952 Fachbeiträge zu Erd- und Himmelsgloben sowie Mond- und Planetengloben veröffentlicht werden. Das Journal ist das Publikationsorgan der „Internationalen Coronelli-Gesellschaft für Globen- und Instrumentenkunde“.

## Geschichte der Publikationsreihe
1952 wurde auf Initiative des Globenenthusiasten und ehrenamtlichen Leiters des Wiener Globenmuseums (bis 1953), Robert Haardt (1884–1962), der „Coronelli-Weltbund der Globusfreunde“ (Societas Coronelliana Amicorum Globorum) als Verein nach österreichischem Recht gegründet. Im Rahmen der ersten Generalversammlung, am 11. Juni 1952, beschlossen die anwesenden Mitglieder des Coronelli-Weltbundes die Einführung einer globenkundlichen Zeitschrift mit dem Titel Der Globusfreund. Sie sollte unregelmäßig erscheinen und aus dem von Mitgliedsbeiträgen gespeisten Budget des Weltbundes finanziert werden.
Bereits Ende 1952 erschien die erste Ausgabe in Form eines schmalen Heftes und ausschließlich in deutscher Sprache. Verantwortlicher Schriftleiter war Walter Schneefuß (1899–1958) aus Graz. Die Bände erschienen zunächst jährlich. Ab der Ausgabe 7 (1958) war Ernst Bernleithner (1903–1978) für den Inhalt der Publikationsreihe verantwortlich.
Band 11 (1962) hatte erstmals mehr als 150 Seiten. Mit der Nr. 15/16 (1967) erschien zum ersten Mal ein Doppelband, mit der Nr. 18–20 (1970) wurden sogar drei Bände gemeinsam veröffentlicht. Der Globusfreund erschien nun nicht mehr jährlich, sondern in unregelmäßigen Abständen, dafür jedoch mit umfangreicherem Inhalt.
Nach dem Tod von Ernst Bernleithner (1978) erfolgte die Umbenennung des Coronelli-Weltbundes in „Internationale Coronelli-Gesellschaft für Globen- und Instrumentenkunde“, und die Verantwortung für den Inhalt von Der Globusfreund – nunmehr mit dem Untertitel Wissenschaftliche Zeitschrift für Globen- und Instrumentenkunde versehen – ging auf den Präsidenten Rudolf Schmidt (1924–2013) über, der dabei von unterschiedlichen Mitgliedern des Vorstands unterstützt wurde. 1987 erhielt Der Globusfreund mit Journal for the Study of Globes and Related Instruments einen zusätzlichen, englischsprachigen Untertitel. Unter der Präsidentschaft von Rudolf Schmidt wurden die Artikel in Der Globusfreund (zumindest in repräsentativen Ausschnitten) mehrsprachig abgedruckt. 1985 erschienen erstmals Beiträge zur Restaurierung von alten Globen. Eine wesentliche Rolle bei der Herausgabe der Publikationsreihe spielte zwischen 1974 und 2000 die Mitarbeiterin von Rudolf Schmidt, Heide Wohlschläger.
Unter der Präsidentschaft von Peter E. Allmayer-Beck (1941–2024) wurde ab Nr. 49/50 (2002) neben der nunmehr wieder nur deutschsprachigen Ausgabe Der Globusfreund. Wissenschaftliche Zeitschrift für Globenkunde eine inhaltsgleiche englischsprachige Ausgabe unter dem Titel Globe Studies. The Journal of the International Coronelli Society veröffentlicht. Als neuer Herausgeber wirkte ab 2001 Johannes Dörflinger, der ab 2004 von Franz Wawrik (1940–2013) unterstützt wurde. Als Franz Wawrik mit der Nr. 53/54 (2007) die Herausgeberschaft allein übernahm, stand ihm dabei Jan Mokre zur Seite. Nach dem Tod von Franz Wawrik wurde 2014 die Herausgeberschaft an Andreas Christoph übertragen, der bis zur Nr. 64/65 (2018) in dieser Funktion agierte. 2023 wurde Jan Mokre vom Vorstand der Internationalen Coronelli-Gesellschaft mit der Herausgeberschaft von Der Globusfreund und Globe Studies betraut.

## Behandelte Themengebiete
Inhaltlich enthält Der Globusfreund Informationen und wissenschaftliche Fachbeiträge zu Erd- und Himmelsgloben sowie Mond- und Planetengloben bzw. verwandten astronomischen Instrumenten. Zusätzlich zur Veröffentlichung von Verzeichnissen der Standorte alter Globen wurden Zusammenstellungen der Globen behandelnden Druckwerke und Listen der Globenhersteller erarbeitet und publiziert. Einschlägige Studien über die Verwendung von Globen und zu sozio-kulturellen Aspekten erweitern die inhaltliche Bandbreite. Zudem werden globenspezifische Ausstellungen und Publikationen vorgestellt sowie die auf den Symposien des „Coronelli-Weltbundes“ beziehungsweise der „Internationalen Coronelli-Gesellschaft“ vorgetragenen Beiträge in Form wissenschaftlicher Artikel veröffentlicht.